# Opava (fiume)
Il fiume Opava (in lingua polacca: Opawa, in tedesco: Oppa) è un fiume della Repubblica Ceca nord-orientale, affluente di sinistra del fiume Odra. La lunghezza è di 119 km, dei quali 25 formano il confine di stato con la Polonia.

## Città attraversate
- Vrbno pod Pradědem
- Opava
- Kravaře
- Ostrava